# Böhmsdorf
Böhmsdorf ist eine Ortschaft und eine Katastralgemeinde der Gemeinde Groß Gerungs im Bezirk Zwettl in Niederösterreich.

## Geografie
Das nördlich der Zwettl gelegene Dorf befindet sich südwestlich von Wurmbrand auf einem nach Süden orientierten Hang. Zur Ortschaft gehört auch die Lage Böhmsdorfmühle an der Zwettl.

## Siedlungsentwicklung
Zum Jahreswechsel 1979/1980 befanden sich in der Katastralgemeinde Böhmsdorf insgesamt 42 Bauflächen mit 16.314 m² und 35 Gärten auf 20.681 m², 1989/1990 gab es 42 Bauflächen. 1999/2000 war die Zahl der Bauflächen auf 133 angewachsen und 2009/2010 bestanden 62 Gebäude auf 107 Bauflächen.

## Geschichte
Im Jahr 1822 wurde der Ort als Dorf mit 26 Häusern genannt, das nach Wurmbrand eingepfarrt war, wohin auch die Kinder eingeschult wurden. Die Herrschaft Zwettl besaß die Ortsobrigkeit, übte die Landgerichtsbarkeit aus, besorgte die Konskription und hatte die Grundherrschaft inne. Laut Adressbuch von Österreich waren im Jahr 1938 in Böhmsdorf ein Gastwirt, eine Mühle mit Sägewerk, ein Schuster, eine Strickerei, ein Viktualienhändler und ein Wagner ansässig. Bis zur Eingemeindung nach Groß Gerungs war der Ort ein Bestandteil der damaligen Gemeinde Wurmbrand.

## Bodennutzung
Die Katastralgemeinde ist landwirtschaftlich geprägt. 204 Hektar wurden zum Jahreswechsel 1979/1980 landwirtschaftlich genutzt und 86 Hektar waren forstwirtschaftlich geführte Waldflächen. 1999/2000 wurde auf 185 Hektar Landwirtschaft betrieben und 105 Hektar waren als forstwirtschaftlich genutzte Flächen ausgewiesen. Ende 2018 waren 164 Hektar als landwirtschaftliche Flächen genutzt und Forstwirtschaft wurde auf 111 Hektar betrieben. Die durchschnittliche Bodenklimazahl von Böhmsdorf beträgt 17,3 (Stand 2010).